# KF Fushë Kosova
Der Klubi Futbollistik Fushë Kosova (kurz KF Fushë Kosova) ist ein Fußballverein aus dem Kosovo mit Sitz in Fushë Kosova der aktuell in der kosovarischen Superliga spielt. Die Mannschaftsfarben sind blau und weiß.

## Geschichte
In der Saison 2007/08 war der Club noch in der Vala Superliga, stieg dann aber für die Saison 2008/09 in die zweitklassige Liga e Parë ab. 2012/13 gelang mit dem zweiten Platz der erneute Aufstieg in die höchste Liga des Kosovo. Aktuell spielt der Verein wieder in der zweitklassigen Liga. Im Jahr 2018 musste der Verein in die drittklassige Liga e Dytë absteigen.
Der Klub gewann in der Saison 2020/21 den Titel der Liga e Dytë und stieg somit in der zweitklassigen Liga e Parë auf. Zwei Jahre später stieg man nach einer starken Saison in der Superliga auf.